# Gagea soleirolii
Espèce

Gagea soleirolii est une espèce de plantes à bulbe du genre des gagées et de la famille des Liliacées.

## Liste des variétés et sous-espèces
Selon Tropicos (25 mars 2016) (Attention liste brute contenant possiblement des synonymes) :
- sous-espèce Gagea soleirolii subsp. guadarramica A. Terracc.
- sous-espèce Gagea soleirolii subsp. nevadensis (Boiss.) E. Bayer & G. López
- variété Gagea soleirolii var. nevadensis (Boiss.) Nyman